# John Grigg, 2. Baron Altrincham
John Edward Poynder Grigg, 2. Baron Altrincham (* 15. April 1924 in London; † 31. Dezember 2001 ebenda) war ein britischer Autor, Historiker und Politiker (Conservative Party). Er war Herausgeber des politischen Magazins National Review und schrieb mehrere Biografien (unter anderem über David Lloyd George). Grigg gehörte zu den Ersten, die nach Inkrafttreten des Peerage Act 1963 auf ihren Adelstitel verzichteten.

## Biografie

### Frühe Jahre
Sein Vater Edward Grigg war Journalist bei The Times, konservativer Unterhausabgeordneter, Gouverneur von Kenia und Mitglied des Kriegskabinetts von Winston Churchill. Seine Mutter Joan Dickson-Poynder war die Tochter von Lord Islington. John Grigg besuchte das Eton College und trat anschließend den Grenadier Guards bei. Während des Zweiten Weltkrieges war er Offizier der Garde im St James’s Palace und in Windsor Castle; in Frankreich und Belgien nahm er an Kampfhandlungen gegen die Deutschen teil. Nach Kriegsende studierte er moderne Geschichte am New College der Universität Oxford. Er erwarb sich einen Ruf als exzellenter Akademiker und erhielt 1948 den University Gladstone Memorial Prize. Grigg begann nach dem Studium für das Magazin National Review zu arbeiten, das seinem Vater gehörte und von diesem herausgegeben wurde. Da die Gesundheit des Vaters sich zunehmend verschlechterte, übernahm sein Sohn die meisten betrieblichen und verlegerischen Aufgaben. Ab 1954 war er alleiniger Herausgeber des inzwischen zu National and English Review umbenannten Magazins.

### Journalist und Politiker
Grigg gehörte zum liberalen Flügel der Conservative Party und strebte ein Mandat im House of Commons an. Er kandidierte bei der Unterhauswahl 1951 im Wahlkreis Oldham West, unterlag aber Amtsinhaber Leslie Hale. Bei der Unterhauswahl 1955 versuchte er es erneut im selben Wahlkreis, verlor aber wiederum gegen Hale. Mit dem Tod des Vaters im Jahr 1955 erbte Grigg den Adelstitel Baron Altrincham, der diesem 1945 verliehen worden war. Mit dem Titel war ein Sitz im House of Lords verbunden, was weitere Kandidaturen zum House of Commons ausschloss. Dennoch bewarb er sich nicht um einen Writ of Summons, womit er sein Recht ausschlug, den Sitz im House of Lords einzunehmen.
Als Herausgeber des National and English Review konnte Grigg nach dem Tod des Vaters seine Ansichten freier äußern. 1956 griff er die konservative Regierung für ihre Handlungsweise in der Sueskrise an und forderte den unverzüglichen Rückzug der britischen Truppen aus Ägypten. Er trat für eine Reform des House of Lords ein, gab aber zu bedenken, dass die Abschaffung des Oberhauses womöglich die einzige Alternative wäre. Die größte Kontroverse verursachte Grigg, als er im August 1957 in einem Leitartikel schrieb, der Hof von Königin Elisabeth II. sei zu sehr den Traditionen der Oberschicht verpflichtet und zu britisch. Er trat für einen „klassenloseren“ und mehr auf den Commonwealth ausgerichteten Hof ein. Den Sprechstil der Königin kritisierte er heftig: „Wie ihre Mutter scheint sie unfähig zu sein, ohne einen geschriebenen Text mehrere Sätze aneinanderreihen zu können … Die Persönlichkeit, die durch die in ihren Mund gelegten Äußerungen vermittelt wird, ist jene eines selbstgefälligen Schulmädchens, einer Kapitänin des Hockeyteams, einer Klassensprecherin und einer kürzlichen Kandidatin für die Konfirmation.“
Griggs Artikel sorgte für Aufruhr und wurde von der Mehrheit der Presse kritisiert; eine Minderheit, darunter der New Statesman und der Spectator, teilte einige seiner Ansichten. Henry Fairlie von der Daily Mail attackierte Grigg, weil er es gewagt habe, „seinen unendlich kleinen und vorübergehenden Geist gegen die angehäufte Erfahrung von Jahrhunderten zu stellen“. Geoffrey Fisher, der Erzbischof von Canterbury, teilte diese Meinung. Als Grigg nach einem ITN-Fernsehinterview zu diesem Thema das Television House verließ, schlug ihm ein Mitglied der League of Empire Loyalists ins Gesicht. Die Kontroverse wurde in der Serie „The Crown“ (Staffel 2, Folge 5) thematisiert. 1960 stellte die National and English Review ihr Erscheinen aufgrund finanzieller Schwierigkeiten ein. Grigg arbeitete daraufhin zehn Jahre lang beim Guardian als Kolumnist. Als es Tony Benn (dem damaligen Viscount Stansgate) gelang, den Peerage Act 1963 im Parlament durchzusetzen, war Grigg nach Benn am 31. Juli 1963 die zweite Person, die gemäß dem neuen Gesetz auf Lebenszeit auf den Adelstitel verzichtete. In der Folgezeit kandidierte Grigg mehrmals, es gelang ihm jedoch nicht, ins House of Commons gewählt zu werden. 1982 trat er aus der Conservative Party aus und wechselte zur Social Democratic Party. Von 1986 bis 1993 war er Kolumnist von The Times, gelegentlich schrieb er auch für den Observer.

### Autor und Historiker
Ende der 1960er Jahre begann Grigg ein Projekt, das ihn für den Rest seines Lebens beschäftigen sollte; eine mehrbändige Biografie des britischen Premierministers David Lloyd George. Der erste Band mit dem Titel The Young Lloyd George wurde 1973 veröffentlicht. Der zweite Band Lloyd George: The People’s Champion, der die Jahre von 1902 bis 1911 abdeckte, folgte 1978; Grigg erhielt dafür den Whitbread Book Award. Der 1985 veröffentlichte dritte Band Lloyd George: From Peace to War (über die Jahre von 1912 bis 1916) wurde mit dem Wolfson History Prize ausgezeichnet. Als Grigg Ende 2001 starb, hatte er den vierten Band Lloyd George: War Leader (über die Jahre 1916 bis 1918) beinahe vollendet. Die kanadische Historikerin Margaret MacMillan fügte das letzte Kapitel hinzu und das Buch erschien 2002. In allen Bänden zeigte Grigg eine bemerkenswerte Sympathie und sogar Seelenverwandtschaft mit dem „walisischen Zauberer“ (Welsh Wizard), obwohl ihre Persönlichkeit sehr unterschiedlich war. Der Historiker Robert Blake bezeichnete das Ergebnis als „faszinierende Geschichte, die von einem großen Biografen mit Ausdruckskraft, Elan, Klarheit und Unbefangenheit erzählt wird“.
Grigg schrieb verschiedene andere Bücher. Dazu gehörten eine Biografie über Nancy Astor und der sechste Band der offiziellen Geschichte der Times. Im 1980 erschienenen Buch 1943: The Victory that Never Was vertrat er die These, die westlichen Alliierten hätten die Invasion Europas bereits 1943 beginnen können, wodurch der Krieg um ein Jahr verkürzt worden wäre.

## Werke
- Is the Monarchy Perfect? (1958)
- Lloyd George: The Young Lloyd George (1973)
- Lloyd George: The People’s Champion (1978)
- Nancy Astor: A Lady Unashamed (1980)
- 1943: The Victory That Never Was (1980)
- Lloyd George: From Peace to War (1985)
- The History of The Times: The Thomson Years (1993)
- Lloyd George: War Leader (2002)

## Ehe und Nachkommen
Am 3. Dezember 1958 heiratete er Marian Patricia Campbell. Das Paar adoptierte zwei Kinder, Alexander Henry Campbell Grigg (* 1966) und Edward William Jonathan Grigg (* 1969). Durch seinen Titelverzicht 1963 ruhte sein Baronstitel und lebte bei seinem Tod zugunsten des Titelerben wieder auf. Da nur leibliche Söhne seinen Adelstitel erben können, fiel der Titel entsprechend 2001 an Griggs Bruder Anthony (* 1934) als 3. Baron Altrincham. Das mit dem Titel verbundene Recht auf einen Sitz im House of Lords war zwischenzeitlich mit dem House of Lords Act 1999 abgeschafft worden.

## Rezeption
Grigg, als Baron Altrincham, wird in der Netflixserie The Crown von John Heffernan gespielt.